# Ouides

Ouides este o comună în departamentul Haute-Loire, Franța. În 2009 avea o populație de 55 de locuitori.